# اس‌جی‌آر ۱۹۰۰+۱۴
اس‌جی‌آر ۱۹۰۰+۱۴ یک ستاره است که در صورت فلکی عقاب قرار دارد.